# Luis Cluzeau Mortet
Luis Cluzeau Mortet (* 11. November 1889 in Montevideo; † 28. September 1957 ebenda) war ein uruguayischer Komponist und Bratschist.

## Leben und Werk
Luis Cluzeau Mortet studierte Klavier und Violine bei seinem Großvater Pablo Faget. 1914 trat er als Bratschist dem Streichquartett der Asociación de Música de Cámara bei. Von 1930 bis 1936 gehörte er dem Symphonieorchester OSSODRE des staatlichen Rundfunks SODRE und dessen Streichquartett an.
Als Komponist war Cluzeau Mortet Autodidakt. Mit Vokalwerken wie Bajo el alero de tus pestañas (1923), La carreta (1927), Llueve (1933), Romance de mi infancia (1939), El lago (1953) war er in ganz Südamerika bekannt. Darüber hinaus schrieb er zwei Sinfonien (1955, 1958), die Symphonischen Dichtungen La Siesta (1930), Rancherío (1947) und Llanuras (1954), eine Konzertfantasie für Klavier und Streichorchester (1931) sowie Kammermusik und reine Klavierwerke.